# Audi RS 3 LMS TCR
Az Audi RS 3 LMS TCR egy első kerék hajtású versenyautó, amely a TCR szabályrendszer szerint lett megépítve. Az autó alapja az utcai Audi R3 Limousine modell, azonban jelentős szélesítésen esett át, valamint versenylégterelőket is szereltek az autóra, továbbá a szükséges biztonság érdekében a jármű belsejébe a megfelelő bukócsövet is beszerelték. A motorja kétliteres, négyhengeres, turbó motor. 330 lóerős teljesítményével 4,5 másodperc alatt gyorsul 100 km/h-ra. Felépítésében kissé hasonlít egy modern DTM autóra, azonban a TCR sorozat valamint a cég célja a modellel  az ügyfélalapú versenyzés, azaz a sorozatgyártás a modellekkel, így azok versenyautóhoz mérten kedvező áron voltak kaphatóak 129 000 eurós összegért, ami magyar pénzembe átváltva 40 millió forint körüli összeg. A szekvenciális váltóval szerelt modell mellett az Audi árul az ügyfelek részére egy DSG váltóval rendelkező versenyautót is, amelyet többnyire a hosszútávú Endurance futamokon szoktak használni.

## Története

### A modell debütálása
Az Audi R3 LMS TCR a TCR nemzetközi sorozat 2017-es évadában debütált a Comtoyou Racing csapatánál. Az első versenyhétvégéken még csak a sorozat első két évadának bajnoka, a svájci Stefano Comini használta a modellt, aki az évad harmadik versenyhétvégéjén, Spa-ban tudott először nyerni az új technikával szezon során csapata hazai közönsége előtt. Később a szezon során azonban a csapat nevezett még egy Audit, amit Frédéric Vervisch vezetett a szezon harmadik hétvégéjétől kezdődően. A modell az évad során folyamatosan népszerűsödött, így Milovan Vesnić, Enrico Bettera, valamint a kínai ZZZ Team is indított két autót Jiang Tengyi-vel valamint Zhang Zhengdonggal a volánnál. De a Comtoyou Racing is nevezett az utolsó két hétvégére egy harmadik Audi-t is Denis Dupont-tal. Bár első évében az autó nem tudott minden helyszínen kiegyensúlyozott teljesítményt produkálni, azonban egyedüli állandó versenyzőjük Comini év végén így is a harmadik helyen végzett  3 futamgyőzelemmel. Mindemellett a modell debütált a TCR Benelux sorozatban is, ahol szintén használta a Comtoyou Racing, de a Bas Koeten Racing és a Certainty Racing Team versenyzői is használták. Itt a gyártók pontversenyében a harmadik helyen zártak a Volkswagen Golf valamint a Honda Civic Type R TCR modellek mögött és a modell a második legtöbb – szám szerint 6 – győzelmet szerezte, emellett a csapatok pontversenyében a Bas Koeten Racing is a harmadik pozícióban fejezte be a szezont. Néhány fordulón pedig az ázsiai TCR sorozatban is bemutatkozott az RS 3 LMS még ebben az évben.

### Túraautó világkupa és TCR Európa-kupa

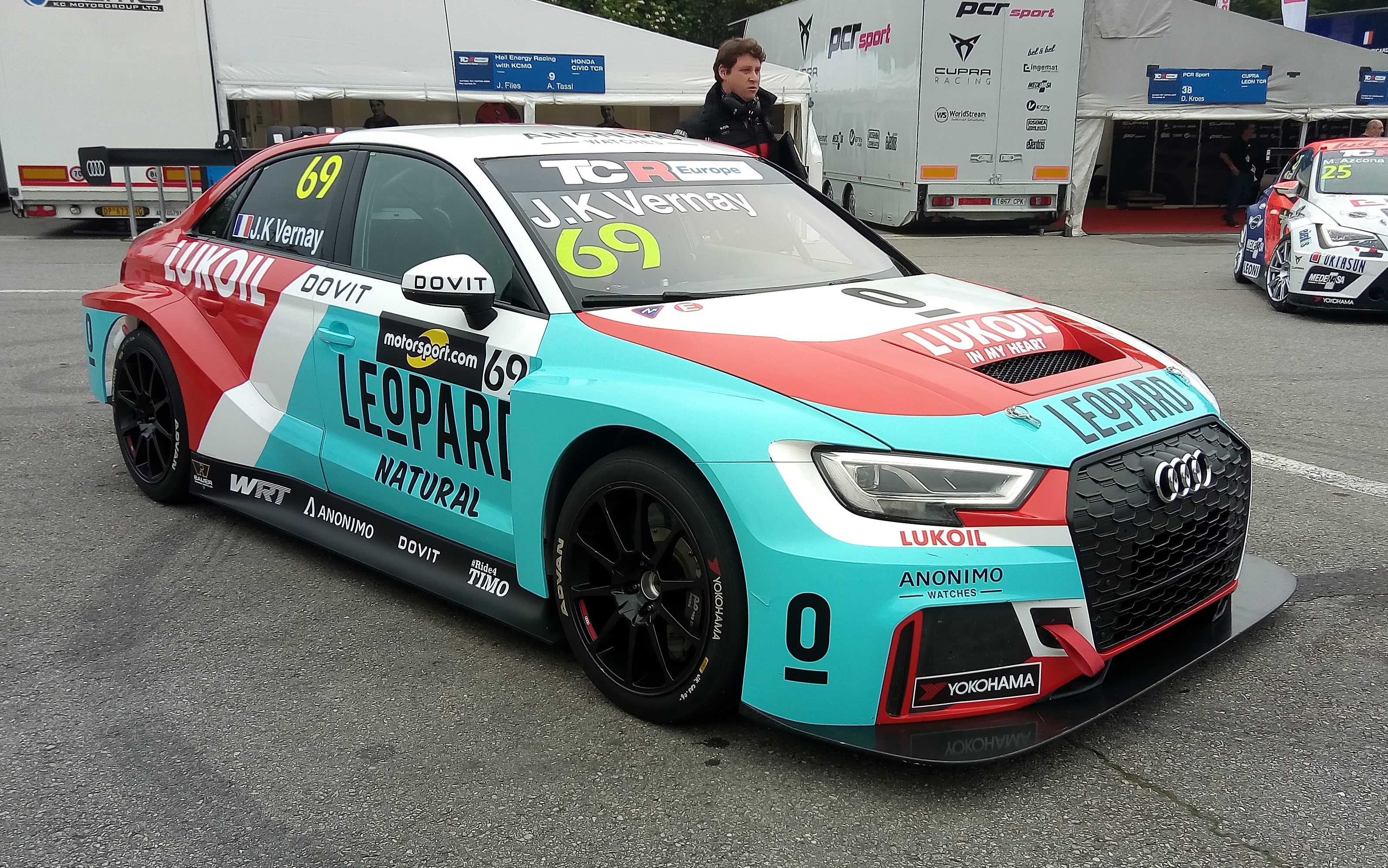
Jean-Karl Vernay autója a TCR Európa-kupa 2018-as Spa-Francorchamps-i hétvégéjén

2018-ra a Túraautó-világbajnokság és a TCR nemzetközi sorozat összeolvadt és a résztvevők számára anyagilag kedvezőbb TCR szabályrendszerrel folytatódott tovább a sorozat. Az így létrejövő Túraautó-világkupa mezőnyében szerepelhetett így az Audi is, amely két csapatot és hat versenyzőt nevezett a teljes évadra. Név szerint a Leopard Team WRT szerződtette a TCR nemzetközi sorozat 2017-es bajnokát, Jean-Karl Vernay-t és a BTCC háromszoros bajnokát, Gordon Shedden-t. A Comtoyou Racing pedig 4 Audival teljesítette a szezont, ezeket Aurélien Panis, Nathanaël Berthon, Frédéric Vervisch és Denis Dupont vezették. A zandvoorti hétvégére pedig a Bas Koeten is nevezett szabadkártyásként Bernhard van Oranje-Nassau-val és Michael Verhagen-nel. A szezon során Vernay sokáig megbízható versenyzét mutatott be és a bajnokság bizonyos fázisaiban úgy tűnt, hogy akár egy titkos esélyese is lehet a bajnoki harcnak. A szezon második felében azonban a teljesítménye romlott és bár még ígyis megnyert két futamot a bajnokságban legjobb Audisként azonban be kellett, hogy érje az ötödik pozícióval. Vervisch a kilencedik lett az év végi összetettben egy győzelemmel. Vernay csapattársa, Gordon Shedden végül a 13. lett, szintén 1 futamgyőzelemmel. Dobogóra állhatott Berthon és Dupont is. A TCR Európa-kupában szintén Vernay képviselte a márkát a Leopard Team WRT színeiben, és a szezon végéig bajnoki esélyekkel rendelkezett annak ellenére, hogy a WTCR kötelezettségei miatt a szezon második hétvégéjét ki kellett hagynia – ezen a hétvégén a rutinos Jaap van Lagen helyettesítette és állhatott mindkét futamon dobogóra. Végül három győzelemmel és összesen öt dobogós hellyel a tabella második helyén zárt, a TCR Benelux értékelést azonban megnyerte egyéniben és csapatával is. A bajnokság DSG váltós autói számára kiírt különbajnokságot Giovanni Altoè nyerte Audijával.  A kínai TCR bajnokságban pedig a márka megnyerte a nem hivatalosan kiírt gyártói pontversenyt. Sikereinek köszönhetően az Audi lett a 2018-as esztendő legeredményesebb TCR autója.

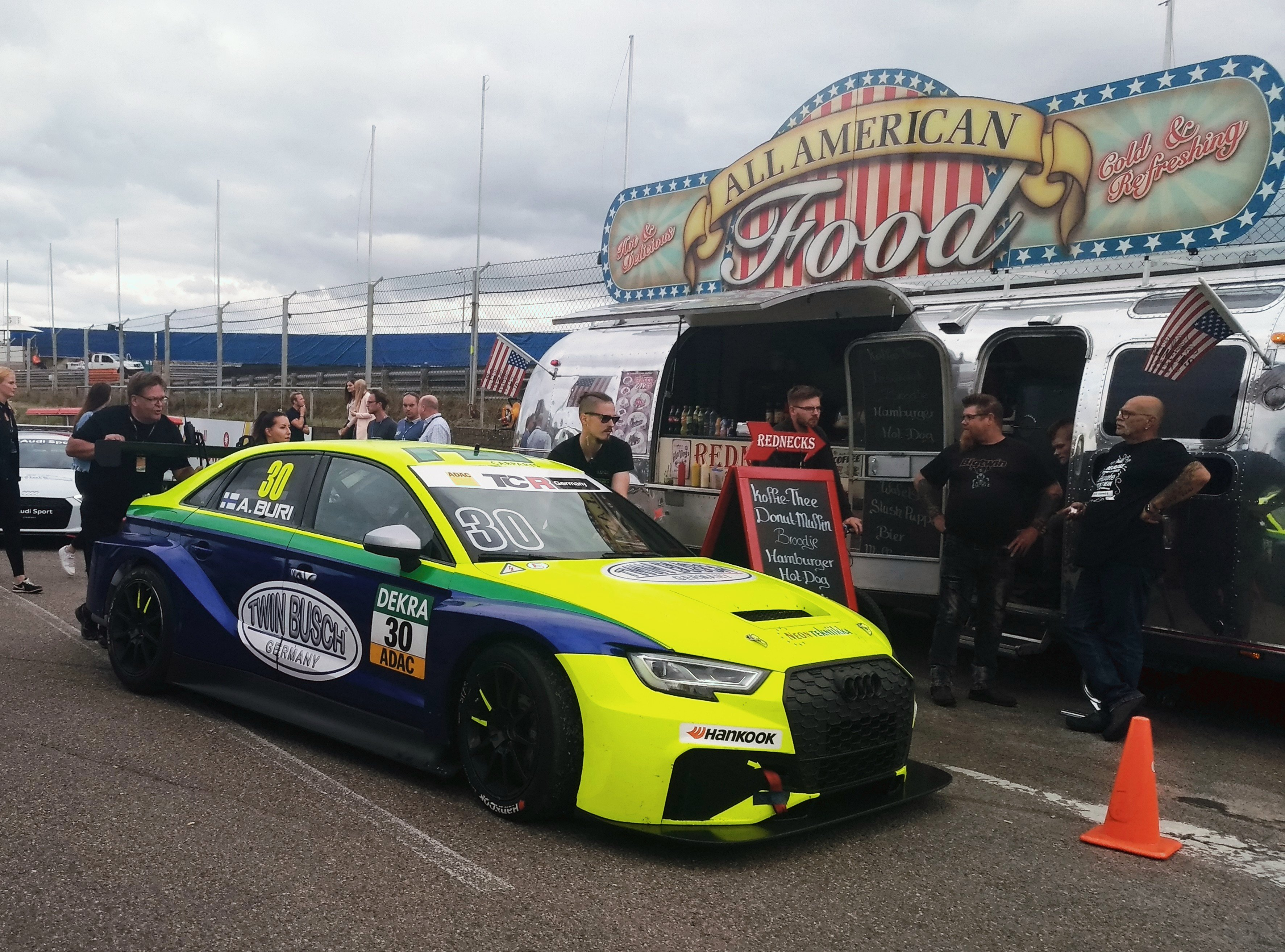
Antti Buri a német TCR sorozatban

2019-re a Team WRT-nél maradt a Vernay-Shedden páros, a Comtoyou viszont két fősre csökkentette Audijainak számát (viszont további két Cuprát indított a csapat Tom Coronellel és Aurélien Panisszal), Vervisch mellé Niels Langeveld érkezett, aki az előző évben az ADAC TCR Germany-ben versenyzett egy Audival és a bajnoki címre végig megvolt az esélye, végül a harmadik lett az összetettben. A szezon során egyre inkább érződött, hogy az Audi modellje kezd elavulttá vállni a Hyundai, a sorozatban frissen beszálló Lynk & Co, valamint az új, 10. generációs Honda Civic Type R TCR-ek mellett. Ennek megfelelően sok sikerben az Audi versenyzőinek a WTCR-ben sok jó eredményre nem kínálkozott lehetőség, Vervisch szerezte a márka egyetlen győzelmét a szezon során, a legtöbb pontot – 211-et – pedig Vernay gyűjtötte, azonban ez is csak a bajnoki 10. helyezéshez volt elég. A másik két versenyző, Shedden illetve Langeveld rendszerint a mezőny végén autózott a szezon jelentős részében. Ezalatt a TCR Európa-kupában Santiago Urrutia és Gilles Magnus bíztató teljesítményt nyújtott és a szezon végén előbbi bajnoki bronz érmes lett, utóbbi pedig a hatodik pozícióban zárt, a csapatok számára kiírt pontversenyben a Team WRT második lett, a TCR Benelux csapatértékelésben pedig harmadik. A Német TCR bajnokságban a finn Antti Buri – aki a WTCR Nordschleife-i hétvégéjén szabadkártyásként bemutatkozott – harcolt a bajnoki címért, a szezon első felében három győzelmet is bezsebelt, a végén azonban a Hockenheimringen egy gyengébb hétvégét fogott ki, így a véghajrában lemaradt a bajnoki címről és a harmadik lett. A visszafogott teljesítmény miatt az Audi Sport vezetői a WTCR szezont követően úgy döntöttek, hogy megszüntetik a TCR modell gyári támogatását és inkább a GT3-as projektre koncentrálnak. Ennek ellenére a Comtoyou Racing privát csapatként továbbra is maradt a bajnokságban és a 2020-as szezonra három versenyzőt nevezett. A márkát váltó Coronel mellé érkezett a visszatérő Berthon és az újonc Gilles Magnus.

## Sikerei

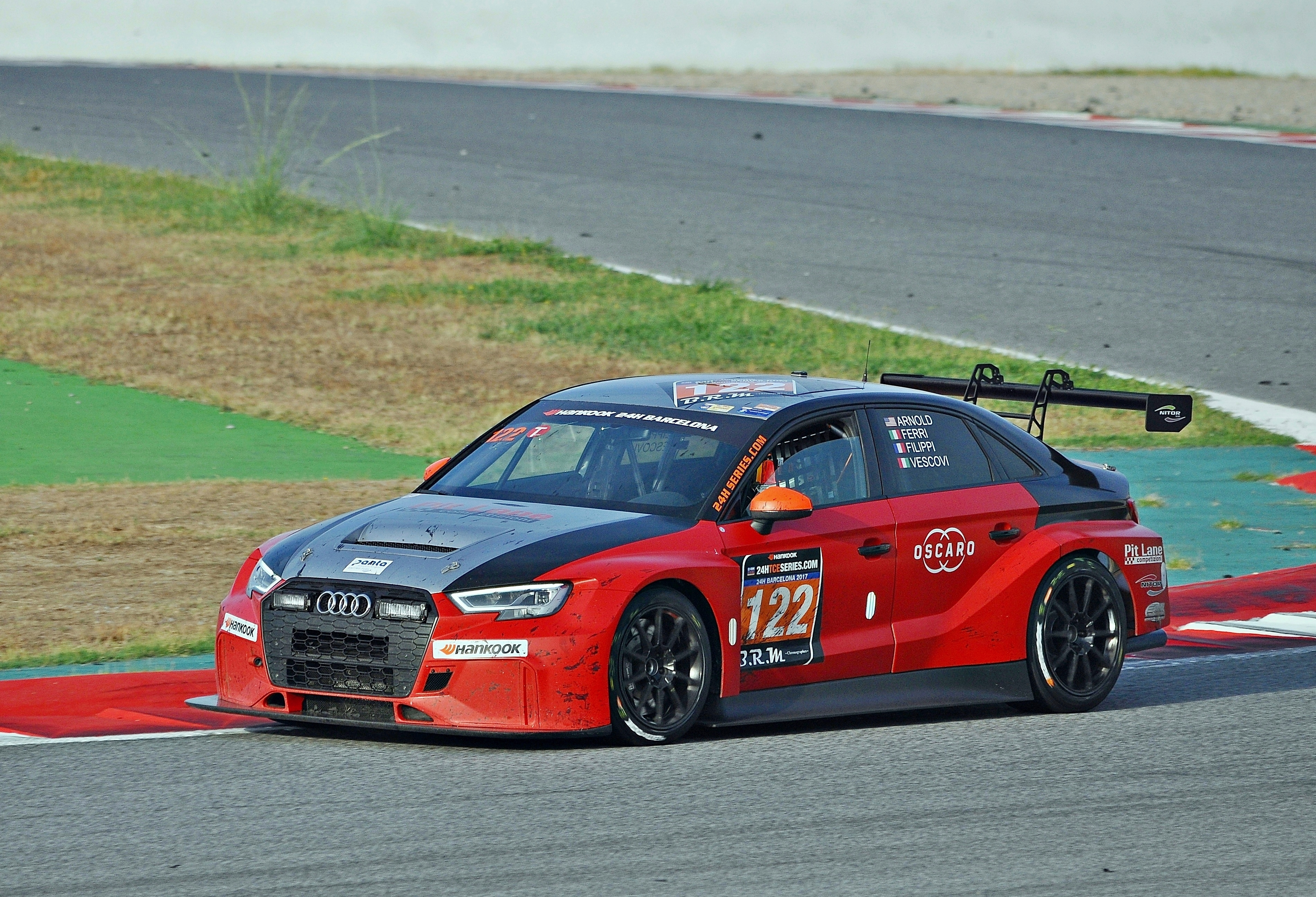
A Pit Lane Competizioni Audija

- Orosz TCR sorozat egyéni bajnok: Dimitrij Bragin (2017, 2018)[16][17]
- Kínai TCR sorozat egyéni bajnok: Andy Yan (2017),[18] Huang Chu Han (2019)[19]
- 2018-as TCR Benelux egyéni bajnok: Jean-Karl Vernay (2018)[20]
- 2018-as TCR Benelux csapat bajnok: Leopard Lukoil Team (2018)[20]
- 2018-as TCR Európa-kupa DSG Challenge győztes: Giovanni Altoè (Pit Lane Competizioni)[21]
- Az év legsikeresebb TCR modellje: 2018[22]
- TC America sorozat DSG bajnok: Bryan Putt (2019)[23]
- FIA Motorsport Játékok – Túraautó kategória győztes: Klim Gavrilov/Team Russia (2019)[24]
- Olasz TCR sorozat bajnok: Eric Brigliadori (2020)[25]
- 2020-as TCR Európa-kupa egyéni bajnok: Mehdi Bennani[26]
- 2020-as TCR Európa-kupa csapat  bajnok: Comtoyou Racing[27]
- 2020-as japán TCR-szezon egyéni bajnok (szombati/vasárnapi kiírás): Sinohara Takuró[28]
- 2020-as japán TCR-szezon csapat bajnok: Audi Team Hitotsuyama[28]

## A második generációs TCR modell
Az Audi Sport 2021. február 5-én mutatta be a második generációs TCR-autóját, az elődhöz hasonlóan szintén az A3-as modell alapjaira épült, és a megnevezése továbbra is változatlanul RS 3 LMS TCR. 2021 első felében még tesztprogramokon esett át az autó, mielőtt az értékesítés megkezdődött volna az ügyfelek felé, a karosszéria gyártását Ingolstadtban végezték, míg a motor gyártását a győri Audi gyárban. Változtattak az autó hűtőrendszerén, hogy az alulról érkező ütéseknek még inkább ellenálljon, a sebességváltót és a kuplungot szintén továbbfejlesztették, utóbbi könnyebb is lett, mint az elődben volt. Az autó teljesen új féltengelyt is kapott. Mindezek mellett a beltérben is történtek módosítások, amelyek főként a versenyző biztonságát és kényelmét szolgálják.